# L’Elpidia, ovvero Li rivali generosi
L’Elpidia, ovvero Li rivali generosi  oder Elpidia (HWV A1) ist ein Dramma per musica in drei Akten und das erste von Georg Friedrich Händel aufgeführte Pasticcio in London.

## Entstehung

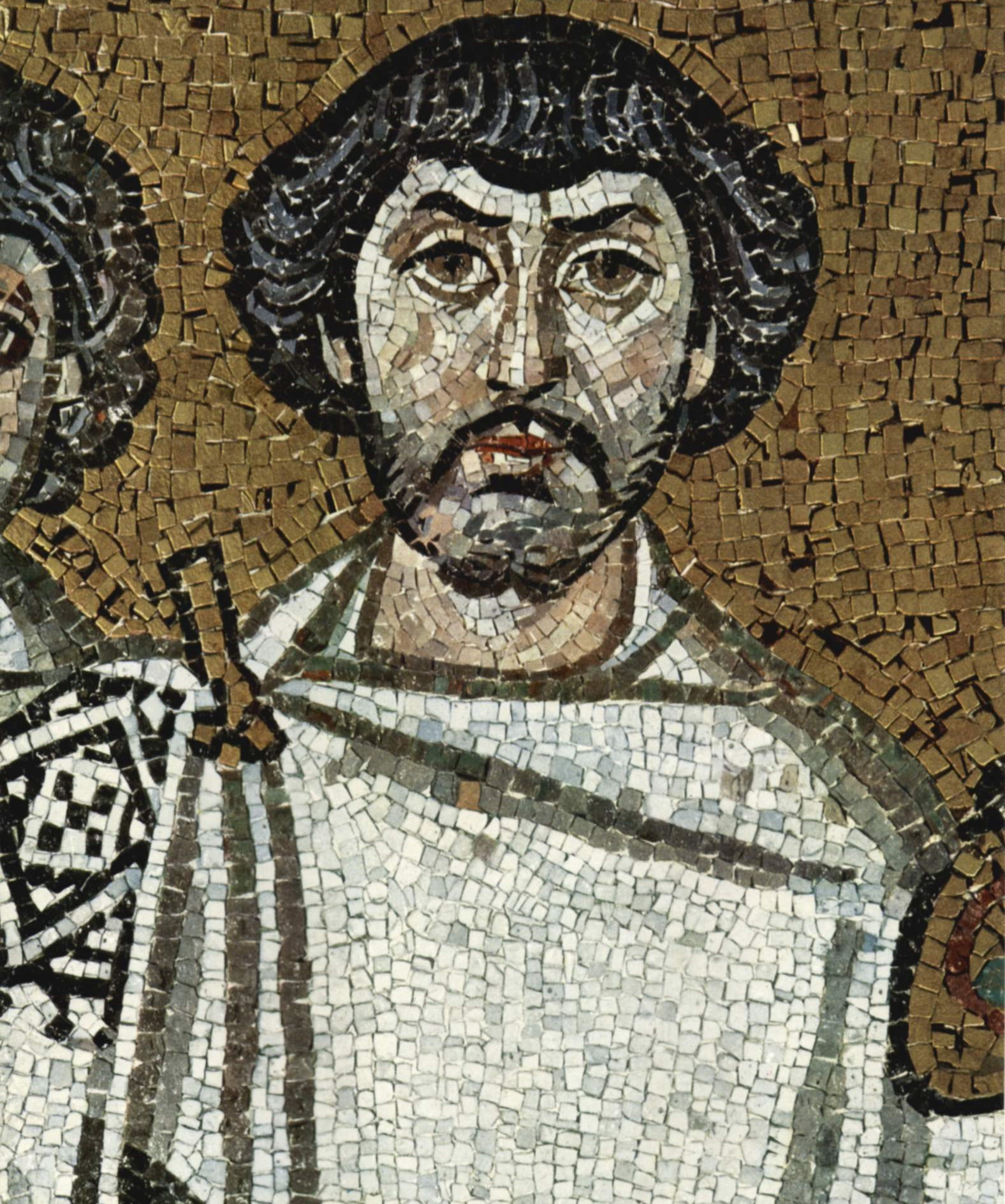
Nach Ansicht mancher Forscher (z. B. Warren Treadgold) stellt dieses zeitgenössische Mosaik aus Ravenna Belisar dar. Die Zuordnung ist aber unsicher.

Die bisherige Annahme der Musikgeschichtsschreibung, das Pasticcio L’Elpidia sei ein Händel’sches Arrangement unter Hinzunahme eigener Kompositionen (Rezitative, zwei Duette, zwei Accompagnato-Rezitative), z. B. bei Reinhard Strohm und Bernd Baselt, wurde durch das Auffinden eines Briefwechsels des Londoner Theatermanagers Owen Swiney, den Elizabeth Gibson 1989 veröffentlichte, insofern widerlegt, als daraus hervorgeht, dass die Royal Academy of Music ein fertiges Opernpasticcio von Swiney aus Venedig geliefert bekam.
Das für die erste Londoner Aufführung gedruckte Libretto gibt “Signor Leonardo Vinci, except some few Songs by Signor Giuseppe Orlandini” als Komponisten der Bestandteile des Pasticcios an. Wie Reinhard Strohm herausfand, entstammten die meisten Arien den drei Opern der Karnevalssaison 1724/25 am Teatro San Giovanni Grisostomo in Venedig: Leonardo Vincis Ifigenia in Tauride (sieben Arien und Schlusschor) und La Rosmira fedele (sechs Arien) sowie Giuseppe Maria Orlandinis Berenice (drei Arien). Strohm ging davon aus, dass Elpidia eine freie Zusammenstellung Händels war und dass er die Secco-Rezitative und vielleicht einige andere Stücke, wie die beiden Duette (Nr. 1 und 12), zwei Accompagnati (Nr. 3 und 18) und den Schlusssatz der Sinfonia (Ouvertüre), dazukomponiert hatte. Aber wie wir jetzt annehmen können, haben wohl die Direktoren der Royal Academy ihren Agenten in Italien, Swiney, gebeten, die durch das Ausscheiden von Giovanni Bononcini aus der Akademie entstandene Lücke mit zusätzlichem Repertoire zu füllen. So wählte möglicherweise Swiney selbst das Zeno’sche Libretto aus, welches 1697 in Venedig unter dem Titel I rivali generosi mit Musik von Marc’Antonio Ziani erstmals aufgeführt wurde, bearbeitete es und stellte die Arien für die ihm ja bekannten Londoner Sänger zusammen. Der unverwechselbare Stil der Rezitative deutet indes klar auf Vinci als Komponisten derselben, wie auch der zwei neuen Duette und der Accompagnato-Rezitative. Aus einem Duett seiner Ifigenia wurde der Schlusschor.
Die Partitur, die Swiney nach London schickte, bestand wohl nur aus Musik Vincis und Orlandinis, aber vor der ersten Aufführung der Oper erlebte das Stück noch erhebliche Umarbeitungen, so wurden an mehreren Stellen die Lieblingsarien der anwesenden Sänger eingesetzt, von Giovanni Maria Capelli, Francesco Peli, Domenico Sarro und Vinci. So wurde eine Arie aus Berenice, die Pacini singen sollte, durch eine andere, die er 1724 in Capellis Venceslao gesungen hatte, ersetzt. Die Rolle des Belisario, zunächst für einen Tenor, vielleicht Alexander Gordon, vorgesehen, wurde für den Bassisten Giuseppe Maria Boschi eingerichtet, der drei Arien bekam: zwei von diesen hatte er einst in Antonio Lottis Teofane (1719) in Dresden gesungen. Bemerkenswert ist, dass die Cuzzoni fünf Arien sang, die ursprünglich für ihre Rivalin Faustina Bordoni komponiert worden waren. Händels Rolle bei diesen Revisionen ist ungewiss. Vermutlich leitete er die Aufführungen, da er im Besitz der Direktionspartitur war, aber in diesem Manuskript finden sich keine überprüfbaren Spuren von seiner Hand. Er veränderte einige der Rezitative Vincis und kürzte eine seiner Arien.
Elpidia hatte am 11. Mai 1725 im King’s Theatre Premiere, und dieses erste Pasticcio der Royal Academy war ziemlich erfolgreich, denn es lief bis zum Ende der Saison an elf Abenden, letztmals am 19. Juni.
Besetzung der Uraufführung
- Belisario – Giuseppe Maria Boschi (Bass)
- Olindo – Francesco Bernardi, genannt „Senesino“ (Mezzosoprankastrat)
- Ormonte (Arminio) – Andrea Pacini (Altkastrat)
- Elpidia – Francesca Cuzzoni (Sopran)
- Vitige – Francesco Borosini (Tenor)
- Rosmilda – Benedetta Sorosina (Mezzosopran)

Die nächste Spielzeit begann am 30. November 1725 mit einer Wiederaufnahme des Pasticcios. Für Pacini, Borosini (er ging zurück nach Wien) und die Sorosina sangen Antonio Baldi, Luigi Antinori und Anna Vicenza Dotti in insgesamt fünf Aufführungen bis zum 14. Dezember. Für diese zweite Serie der Elpidia wurden viele der Arien durch andere von Geminiano Giacomelli, Domenico Sarro sowie von Orlandini und Vinci ersetzt, hauptsächlich, um auf die neuen Sänger einzugehen. Die genaue Struktur ist nicht mehr zu ermitteln, da kein gedrucktes Libretto von 1725 überliefert ist.
Der Musikverleger John Walsh veröffentlichte die Ouvertüre und insgesamt neunzehn Gesänge, was eine ungewöhnlich große Zahl für ein Pasticcio ist. Die Hauptquelle für die Oper Elpidia ist die Direktionspartitur („Handexemplar“), welche in beiden Spielzeiten verwendet wurde. Was dort an Musik fehlt, kann aber zum größten Teil aus dem Druck von Walsh ergänzt werden. Moderne Ausgaben der Libretti von 1697 und 1725 wurden von Lorenzo Bianconi 1992 veröffentlicht.

## Handlung
Im sechsten Jahrhundert entsandte der byzantinische Kaiser Justinian seinen General Belisar nach Italien, um das vom ostgotischen König Witichis regierte Land zurückzuerobern.
An dieser Stelle beginnt die Oper. Belisario belagert die ostgotische Hauptstadt Ravenna. Zwei griechische Fürsten kämpfen an seiner Seite: Olindo und Ormonte, aber sie sind Rivalen um die Liebe der Elpidia, der Prinzessin von Apulien. Obwohl sie Olindo liebt, erklärt sie, dass sie denjenigen heiraten wird, der am tapfersten in der Schlacht ist. Vitige hat auch ein Auge auf Elpidia geworfen und hat sie entführt, während Ormonte Vitiges Tochter Rosmilda gefangen nimmt, die sich sofort in ihn verliebt. Olindo übergibt sich selbst Vitige, um Elpidias Freilassung zu erwirken. Ormonte errettet Olindo und zwingt ihn, aus Dankbarkeit auf Elpidia zu seinen Gunsten zu verzichten. Jetzt droht Olindo, Ormonte des Hochverrats zu beschuldigen, und damit dieser darauf verzichtet, tritt Ormonte von seinen Ansprüchen auf Elpidia zurück und stimmt der Hochzeit mit Rosmilda zu.

## Händel und das Pasticcio
Das Pasticcio war für Händel eine Quelle, von der er in den folgenden Jahren häufiger Gebrauch machte. Sie waren weder in London noch auf dem Kontinent etwas Neues, aber bislang hatte Händel keines auf die Bühne gebracht. Nach der L’Elpidia lieferte er innerhalb von fünf Jahren gleich sieben Bearbeitungen dieser Art: Ormisda in 1729/30, Venceslao im Jahre 1730/31, Lucio Papirio dittatore 1731/32, Catone im Jahre 1732/33 und nicht weniger als drei, Semiramide riconosciuta,  Caio Fabbricio und Arbace, 1733/34.
Händels Arbeitsweise bei der Konstruktion der Pasticci war sehr verschieden, alle Stoffe aber basieren auf in den europäischen Opernmetropolen vertrauten Libretti von Zeno oder Metastasio, deren sich viele zeitgenössische Komponisten angenommen hatten – vor allem Leonardo Vinci, Johann Adolph Hasse, Nicola Porpora, Leonardo Leo, Giuseppe Orlandini und Geminiano Giacomelli. Händel komponierte die Rezitative oder bearbeitete bereits vorhandene aus der gewählten Vorlage. Sehr selten schrieb er eine Arie um, in der Regel, um sie einer anderen Stimmlage und Tessitur anzupassen. So etwa in Semiramide riconosciuta, wo er eine Arie für einen Altkastraten, Saper bramante (Nr. 14), für den Bassisten Gustav Waltz völlig umkomponierte, weil für ihn eine einfache Oktavtransposition (wie seit den 1920er Jahren bis heute teilweise üblich) keine Option war. Wo es möglich war, bezog er das Repertoire des betreffenden Sängers in die Auswahl der Arien mit ein. Meist mussten die Arien, wenn sie von einem Zusammenhang in den anderen transferiert oder von einem Sänger auf den anderen übertragen wurden, transponiert werden. Auch bekamen diese mittels des Parodieverfahrens einen neuen Text. Das Ergebnis musste durchaus nicht immer sinnvoll sein, denn es ging mehr darum, die Sänger glänzen zu lassen, als ein stimmiges Drama zu produzieren. Abgesehen von Ormisda und Elpidia, die die einzigen waren, welche Wiederaufnahmen erlebten, waren Händels Pasticci nicht besonders erfolgreich – Venceslao und Lucio Papirio dittatore hatten nur je vier Aufführungen –, aber wie auch Wiederaufnahmen erforderten sie weniger Arbeit als das Komponieren und Einstudieren neuer Werke und konnten gut als Lückenbüßer oder Saisonstart verwendet werden oder einspringen, wenn eine neue Oper, wie es bei Partenope im Februar 1730 und Ezio im Januar 1732 der Fall war, ein Misserfolg war.
Händels Pasticci haben ein wichtiges gemeinsames Merkmal: Die Quellen waren allesamt zeitgenössische und populäre Stoffe, welche in jüngster Vergangenheit von vielen Komponisten, die im „modernen“ neapolitanischen Stil setzten, vertont worden waren. Er hatte diesen mit der Elpidia in London eingeführt, und später verschmolz dieser Stil mit seiner eigenen kontrapunktischen Arbeitsweise zu jener einzigartigen Mischung, welche seine späteren Opern durchdringen.

## Orchester
Zwei Oboen, zwei Trompeten, Streicher, Basso continuo (Violoncello, Laute, Cembalo).